# Corduroy
Corduroy é um desenho animado baseado no Livro A Pocket of Corduroy de Don Freeman, publicado em 1978. O desenho animado foi produzido pela PBS e a Nelvana em 30 de setembro de 2000 e encerrado em 23 de dezembro de 2000 junto do desenho  Elliot Moose. No Brasil, foi exibido pelo Canal Futura e, em Portugal, foi exibido pelo KidsCo.

## Sinopse
Baseado na série de livros infantis escritos por Don Freeman, o personagem Corduroy é o primeiro ursinho urbano na literatura clássica. Junto com Lisa, uma garota de origem afro-americana, ele recria um mundo de imaginação, onde flocos de sabão transformam-se em flocos de neve e diversas culturas são retratadas numa vibrante cidade contemporânea.

## Personagens
- Corduroy - O Ursinho de Pelúcia de Lisa. No Brasil, dublada pro Júlia Castro.
- Lisa - Uma menina divertida que está sempre brincando com seu ursinho Corduroy. No Brasil, dublada pro Nísia Moraes.
- Buckaroo - Um Cavalo que também é um brinquedo.
- Rosetta - Uma Rata muito amiga de Corduroy.
- Moppy - É o amigo de Lisa. Ele tem sentimentos românticos por ela.

## Episódios
- 1. Perdido no Metrô
- 2. Subindo e Descendo
- 3. Boa Noite Corduroy
- 4. A Mentira tem Perna Curta
- 5. Sorvete no Inverno
- 6. A Correspondência Especial
- 7. Limpando o Parque
- 8. Aprendendo a Gostar de Música
- 9. Velejando no Lago
- 10. Precisa-se de Ajudante
- 11. Empinando pipa
- 12. 1 + 1 = 2
- 13. O Botão
- 14. Noite em Claro
- 15. Dor de Dente
- 16. Medo de Mudança
- 17. Fazendo Arte
- 18. Dia Quente na Cidade
- 19. Seu, Meu e Nosso
- 20. Diga X
- 21. Um, dois, patinar
- 22. Apelidos
- 23. Super Supermercado
- 24. A Festa Surpresa do Corduroy
- 25. Achado não é Roubado
- 26. Corduroy e os Livros

## Trilha sonora
Nós créditos de abertura, é tocado o Tema de Corduroy, cantada no Brasil por Elisa Villon.

## Canal de televisão
- Canadá - Nelvana
- Estados Unidos - PBS
- Brasil - Futura
- Portugal - KidsCo